# Reformas de bem-estar social liberais

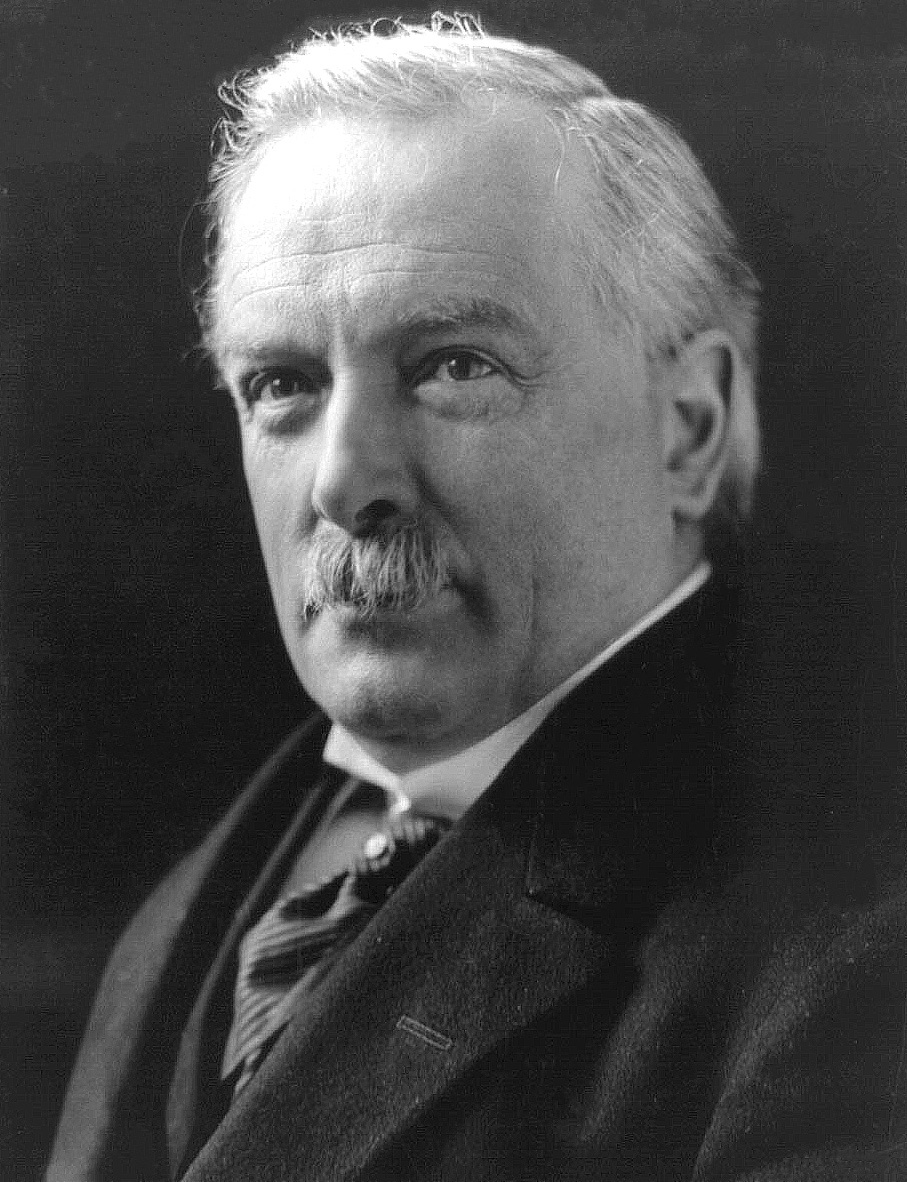
David Lloyd George.

As reformas liberais do bem-estar (1906-1914) foram uma série de atos de legislação social aprovada pelo  Partido Liberal Britânico após a eleição geral de 1906. Eles representam o surgimento do estado de bem-estar social moderno na Grã-Bretanha. As reformas demonstram a divisão que havia surgido no liberalismo, entre o liberalismo moderno e o liberalismo clássico, e uma mudança de direção do liberalismo tradicional do laissez-faire para um partido que defendia um governo maior e mais ativo que protegesse o bem-estar de seus cidadãos. .
O historiador G. R. Searle argumentou que as reformas tinham múltiplas causas, incluindo "a necessidade de afastar o desafio do trabalho; o humanitarismo puro; a busca pela popularidade eleitoral; considerações de eficiência nacional; e um compromisso com uma versão modernizada do capitalismo assistencialista". Ao implementar as reformas fora das Leis Inglesas Pobres, o estigma associado à reivindicação de alívio também foi removido.
Durante a campanha Eleitoral Geral de 1906, nenhum dos dois principais partidos fez da pobreza uma importante questão eleitoral e nenhuma promessa foi feita para introduzir reformas de bem-estar. Apesar disso, os liberais liderados por Henry Campbell-Bannerman e mais tarde H. H. Asquith obtiveram uma vitória esmagadora e começaram a introduzir amplas reformas assim que assumiram o cargo.

## Causas

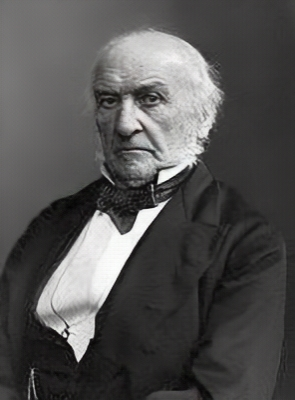
Gladstone.

- O movimento sindical cresceu especialmente durante o período 1910-1912. A menos que as condições de vida fossem melhoradas, havia preocupações genuínas de que os trabalhadores pudessem recorrer ao comunismo ou à rebelião.[3]
- O surgimento de esquemas de obras públicas criados para melhorar as condições de vida, muitas vezes geridas pelos Liberais, levantou a possibilidade de que tais esquemas pudessem ocorrer em escala nacional.[4]

## Legislação social prévia
O governo conservador em exercício antes de os liberais chegarem ao poder aprovaram a Lei dos Trabalhadores Desempregados de 1905 e a Lei do Emprego das Crianças em 1905. As moradias nas favelas também foram liberadas para a construção de novas casas. Grande parte dessa legislação foi deixada para as autoridades locais implementarem - suas atitudes afetaram se a legislação foi totalmente implementada. Em 1902, os conservadores aprovaram a Lei da Educação, que fornecia fundos para instrução religiosa denominacional nas escolas da Igreja da Inglaterra e da Igreja Católica Romana. Os não-conformistas que formaram um grande eleitorado liberal ficaram indignados com a ajuda a seus inimigos teológicos, mas não conseguiram revogá-lo.

## Reforma liberais (1906-1914)
Um dos objetivos favoritos dos não-conformistas protestantes era reduzir drasticamente o consumo pesado, fechando o maior número possível de pubs. Asquith - embora bebedor pesado - assumiu a liderança em 1908, propondo fechar cerca de um terço dos 100.000 pubs na Inglaterra e no País de Gales, com os proprietários compensados por um novo imposto sobre pubs sobreviventes. Os cervejeiros controlavam os pubs e organizavam uma forte resistência, apoiada pelos conservadores, que repetidamente derrotaram a proposta na Câmara dos Lordes. No entanto, o "Imposto do Povo" de 1910 incluía um imposto rígido sobre pubs e, durante a Segunda Guerra Mundial, suas horas eram bastante limitadas, de cerca de 18 horas por dia a 5 ½. O consumo de cerveja e licor caiu pela metade de 1900 a 1920, em parte porque havia muitas novas oportunidades de lazer.

## Crianças
Em 1906, as crianças recebiam refeições escolares gratuitas. No entanto, muitos conselhos locais ignoraram este sistema, uma vez que não era obrigatório para eles fornecer refeições gratuitas e o custo para o conselho era muito maior do que o que era subsidiado. A provisão de refeições escolares gratuitas foi tornada compulsória em 1914, ano em que quatorze milhões de refeições por dia escolar foram atendidas (em comparação com nove milhões por dia letivo em 1910). a maioria dos quais eram gratuitos. Em 1912, metade de todos os conselhos da Grã-Bretanha ofereciam o esquema. O recrutamento para a Segunda Guerra Boer demonstrou a desnutrição e a doença entre as classes trabalhadoras, e havia temores de que as futuras gerações fossem incapazes de manter o controle militar do império britânico. Além disso, após um relatório desfavorável dos inspetores do Conselho de Educação sobre educação infantil em 1906, a provisão escolar para crianças menores de cinco anos era restrita (anteriormente, a idade normal para a entrada de crianças da classe trabalhadora em educação em tempo integral era três). Em 1907, surgiu a Lei de Notificação de Nascimentos, que buscava quantificar e analisar as causas (e, em última análise, reduzir ainda mais) a mortalidade infantil.
A Lei de Educação (Disposições Administrativas) de 1907 introduziu o que ficou conhecido como o Sistema de Locais Livres. O Regulamento das Escolas Secundárias emitido naquele ano autorizou o pagamento de 5 libras esterlinas por subsídio por cabeça a cada aluno com idades compreendidas entre os 12 e os 18 anos, e as escolas tiveram de cumprir determinados requisitos para obter esta bolsa. As escolas não podiam restringir a admissão a alunos pertencentes a denominações religiosas específicas, os órgãos governamentais tinham que ser reconstituídos para incluir um número de governadores representativos (alguns dos quais representavam o LEA), e pelo menos 25% da entrada anual deveriam ser alunos do ensino fundamental. escolas. A Lei de 1907 também proporcionou às Autoridades Locais de Educação o poder de adquirir terras para a construção de novas escolas secundárias, o que levou à criação de muitas escolas secundárias municipais e municipais.
Em 1907, o número de vagas gratuitas em escolas secundárias aumentou. Se os alunos da classe trabalhadora fossem aprovados em um exame de bolsa de estudos, seus honorários seriam pagos pela Autoridade de Educação Local (LEA). Um quarto das vagas na maioria das escolas secundárias seria reservado para alunos bolsistas. Crianças inteligentes da classe trabalhadora tiveram a oportunidade de subir na "escada educacional", enquanto que, para os alunos que falharam no exame de bolsas, algumas LEAs tinham "Escolas Centrais" que ofereciam um currículo prático para crianças entre 11 e 15 anos. A Lei de Liberdade Condicional de 1907 estabeleceu um serviço de liberdade condicional para fornecer supervisão dentro da comunidade para jovens infratores como alternativa à prisão. [16] Em 1908, o Ato de Crianças e Jovens de 1908 formou parte da "Carta das Crianças", que impunha punições para aqueles que negligenciavam as crianças. Tornou-se ilegal vender tabaco, álcool e fogos de artifício para crianças ou mandar crianças implorando. Tribunais juvenis e tribunais foram criados para jovens delinquentes, para que eles não tivessem que ficar em tribunais para adultos e ir para prisões para adultos para a maioria das ofensas. A Lei de Educação de 1908 (Escócia) aplicou inspeção médica, livros gratuitos e viagens, refeições gratuitas e bolsas de roupas e algumas bolsas de estudo.
As inspeções médicas começaram em 1907, mas muitas famílias pobres não podiam arcar com o custo dos honorários médicos para receber tratamento; Não foi até 1912 que o tratamento médico foi fornecido. No entanto, as autoridades educacionais ignoraram amplamente o fornecimento de tratamento médico gratuito para crianças em idade escolar. Uma permissão fiscal para crianças foi introduzida em 1909 [19] para ajudar as famílias com baixa renda. Este subsídio de £ 10 por ano foi introduzido para todas as crianças com menos de 16 anos no caso dos contribuintes cujo rendimento caiu abaixo de £ 500 por ano (este desconto foi posteriormente duplicado no orçamento de 1914). Este subsídio de £ 10 por ano foi introduzido para todas as crianças com menos de 16 anos no caso dos contribuintes cujo rendimento caiu abaixo de £ 500 por ano (este desconto foi posteriormente duplicado no orçamento de 1914). Os católicos irlandeses ganharam ensino gratuito como nunca em sua história enquanto o Projeto de Lei de Educação (Escolha do Emprego) foi aprovado em 1910, permitindo que as autoridades locais fornecessem orientação vocacional para os que deixavam a escola, com a Junta de Educação concedendo subvenções às autoridades a partir de 1911 para realizar esse propósito. Em meados de 1912, no entanto, apenas quarenta e uma autoridades locais haviam respondido.

## Idosos
A aposentadoria que ia aos 70 anos a ambos os sexos e apoiado pela maioria dos liberais em 1911. Mais de 500 mil presos também ganharam pensão.

## Trabalhadores
Em 1906, a Lei de Fábrica e Oficina de 1901 foi alterada para incluir lavanderias, e sob a Lei de Trocas de Trabalho de 1909 foram criadas bolsas para ajudar os desempregados a encontrar trabalho, fornecendo centros onde um grande número de empregadores e desempregados poderiam postar empregos e candidatar-se a eles, respectivamente. Em fevereiro de 1910, oitenta e três bolsas de trabalho estavam abertas e provaram ser inestimáveis para ajudar as pessoas a encontrar emprego.

## Agricultura
Mais de 100 mil fazendas de pequenas propriedades receberam incentivos. além de subsidiar a agropecuárias nas colônias. In Ireland, the Land Purchase Act of 1909 “helped force landlords to sell land to tenants.” Depois os trabalhistas capturaram as ideias liberais aplicando-as em seus governos.